# Ouled Hbaba
Ouled Hbaba (în arabă أولاد حبابة) este o comună din provincia Skikda, Algeria.
Populația comunei este de 8.369 de locuitori (2008).